# Auditorio Príncipe Felipe
L'Auditorio-Palacio de Congresos Príncipe Felipe és un auditori i palau de congressos que es troba a la ciutat d'Oviedo (Astúries) i es va inaugurar el 29 d'abril de 1999.

## Descripció
L'edifici es va erigir sobre l'antic dipòsit d'aigües de la ciutat al barri de Llamaquique, que datava de 1846, algunes de les estructures de les quals van ser incorporades al projecte i són especialment visibles en les plantes inferiors.
Té 4500 m² de planta i 18 500 m² de superfície construïda. Ho va dissenyar l'arquitecte Rafael Beca amb un pressupost d'uns 18 milions d'euros.
La sala principal i la polivalent poden funcionar juntes o per separat, sumant entre les dues una capacitat de 2 388 persones. Sota la sala polivalent es troba la sala de cambra, que té 400 localitats, i en la part de dalt hi ha diverses sales de conferències amb gairebé 500 butaques.
Un dels aspectes més cuidats de l'auditori va ser l'acústica, de la qual es va encarregar el físic català Higini Arau.
A les façanes destaca l'aigua com a element incorporat tant en les fonts del perímetre de l'auditori com en les vidrieres de l'edifici, recordant l'antic ús de la zona com a dipòsit d'aigua.
Des de la seva obertura se celebren a l'auditori diferents congressos, conferències, exposicions, mostres monogràfiques, concerts... En l'actualitat, és seu de l'Orquestra Simfònica del Principat d'Astúries i del conjunt de música barroca Forma Antiqva. És a més la seu anual del concert dels Premis Princesa d'Astúries.